# 스타십 (로켓)
스페이스X 스타쉽 또는 스타쉽 발사 시스템(SpaceX Starship 또는 SLS, Starship Launch System)은 미국의 스페이스X가 개발중인 재활용 가능한 우주 발사체이다. 한때 BFR(Big Falcon Rocket), 또는 ITS(Interplanetary transport system)라는 이름으로 불리기도 했다.

## 역사

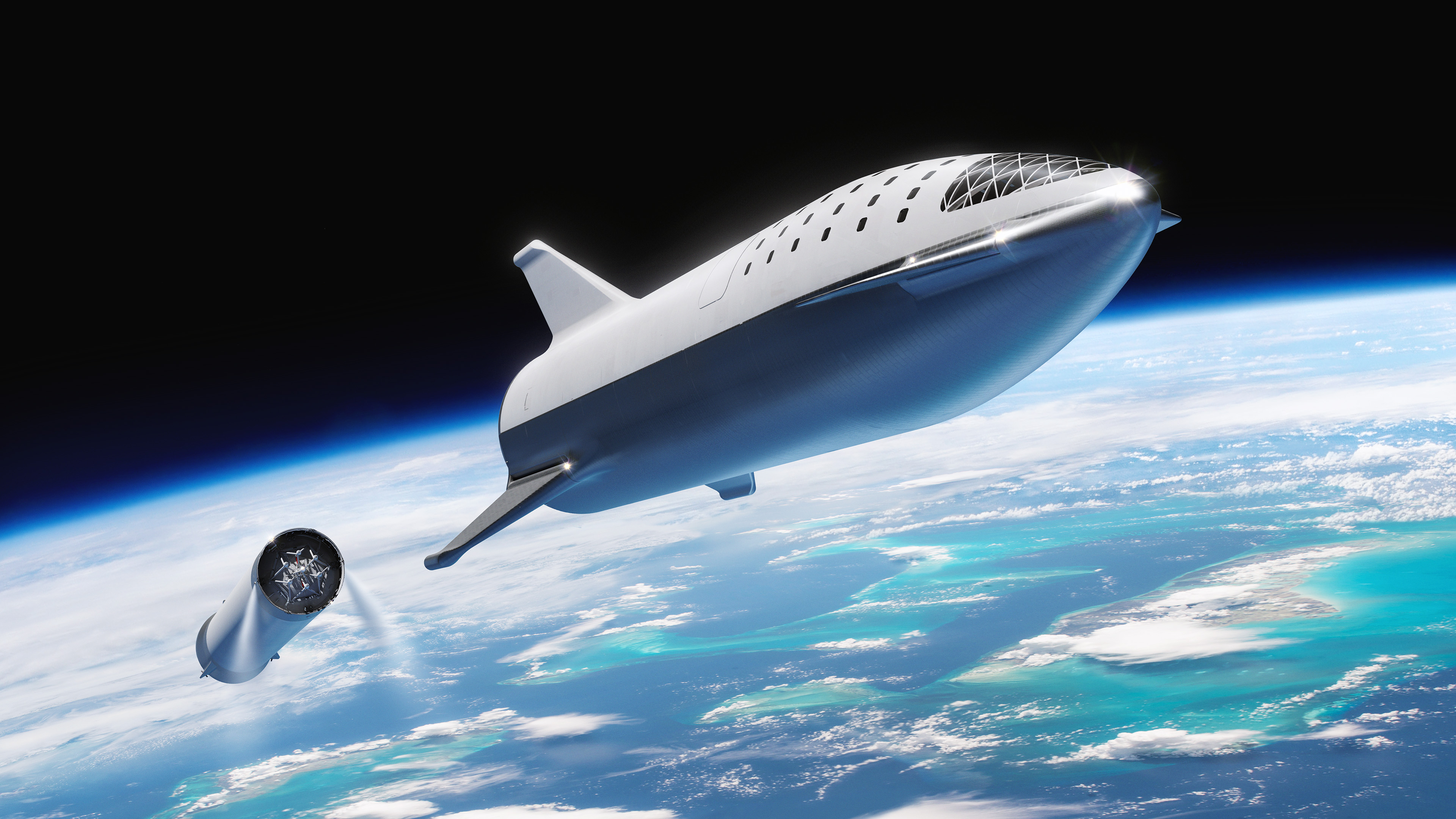
분리된 1단과 2단의 가상도 (2016)

스타쉽은 100톤 이상의 인공위성을 지구궤도에 발사한다. 우주 발사체는 소형(SLV), 중형(MLV), 대형(HLLV), 초대형(SHLLV)이 있다. 2018년 한국이 최초발사한 누리호 시험발사체는 소형 발사체이다. 스타쉽은 50톤 이상의 인공위성을 지구 저궤도에 발사하는 초대형 발사체(SHLLV)이다. 유명한 초대형 발사체로는 아폴로 11호를 달에 보낸 새턴 5호, 오랫동안 미국이 사용했던 우주 왕복선및 나사의 아르테미스 미션 및 게이트웨이 우주정거장 구축에 사용될 우주 발사 시스템(SLS) 등이 있다.
2022년에 지구 궤도상에서 최초발사했다, 세계 최초이며, 세계 유일의 재활용 가능한 초대형 발사체(SHLLV)이다.
2단계로 구성된 다단 액체연료 로켓이며, 1단과 2단이 발사된 후에 발사대로 다시 날아와 착륙하여, 다음에도 재발사가 가능하다. 2단은 필요에 따라 유인우주선과 화물선, 공중 연료 보급선으로 전환이 가능하다. 엔진은 진공추력 200톤의 LOX/메테인의 랩터 (로켓 엔진)을 사용한다. 1단 슈퍼 헤비에는 랩터 엔진 28개, 2단 스타쉽에는 해수면 랩터 엔진 3개, 진공 랩터 엔진 3개를 사용한다.
스페이스X는 이 로켓으로 화성에 식민지를 건설할 계획이며, 2020년 4월 나사의 달 유인 착륙 시스템 세가지 중 하나로 선정되어 향후 10개월간의 디자인 기간 동안 아르테미스 프로그램의 재정적 지원이 약속되었다.

## 개발

### 과거 개발 방향

#### 2012, MCT(Mars Colonial Transporter, 화성 식민지화 운송수단)
2005년, 지구 저궤도상에 최소 100t의 화물을 수송할 것으로 예정되었던 이 발사체계는 2012년 일론 머스크의 전체적인 화성 식민지화 계획과 함께 공개되었다. 2014년 4월, 한 전문매체는 2020년 초반까지 스페이스X가 랩터 엔진을 사용하여 이러한 계획을 실현시킬 수 있을 것이라고 예상했다.

#### 2016, ITS(Interplanetary Transport System, 행성간 이동 시스템)
2016년 9월 중순, 일론 머스크는 본인 트위터 계정을 통해 'MCT라는 명칭이 더 이상 이어지지 않을 것'임을 언급했고 '스타쉽이 화성 너머로 진출 할 수 있기 때문'이라고 설명했다. 이러한 발상에 의해 새롭게 선정된 명칭은 행성간 이동 시스템, ITS였으나 머스크 본인은 이에 만족하지 못하여 '나는 BFR과 BFS라는 명칭이 나쁘지 않다고 생각한다....개발 코드명은 BFR이 될 것'이라며 레딧에 2016년 10월 23일 글을 남겼다. 이러한 ITS의 개발 방향에 대한 세부 사항은 2016년 9월 27일 열린 제67회 국제 우주 총회에서 공개되었다. ITS부스터(ITS Booster, 현 수퍼헤비)와 행성간 우주선(Interplanetary Spaceship, 현 스타쉽)에 대한 내용이 발표되었으며 ITS 부스터의 경우 직경 12m에 높이 77.5m, 행성간 우주선의 경우 직경 12m에 높이 49.5m의 규격을 가질 것으로 알려졌다. ITS 부스터와 행성간 우주선은 각각 130MN, 56MN의 추력을 생산할 예정이었다. 같은 시기에 랩터 엔진의 첫 연소 테스트가 진행되었으며 이때 처음 구상되었던 ITS 탱커(공중 급유선)에 대한 아이디어가 지금까지 이어지고 있다.

#### 2017~2018, BFR(Big Falcon Rocket, 대형 팰컨 로켓)
2017년 9월 치러진 제68회 국제 우주 총회에서 ITS의 새로운 디자인이 공개되었고 그 이름은 BFR로 확정되었다. BFR(Big Falcon Rocket)의 직경은 ITS 대비 3m 감소한 9m가 되었으며 전신 탄소 섬유 소재 채용이 예정되었다. 2단계 발사체의 구분이 정리되어 BFS(Big Falcon Ship)으로 불리게 되었고 3가지 용도로 그 명칭을 나누게 되었다. 각각 지구 궤도상, 달, 화성에 화물 운송, 승무원 수송, 연료 보급 등의 용도에 맞추어 BFS Cargo, BFS Crew, BFS Tanker라는 이름으로 불렸다. 공기 역학을 응용한 기체 제어를 위해 델타 윙과 플랩 장비를 탑재할 것으로 알려졌고 BFS의 경우 하단에 해면 추력 엔진 3기와 진공 엔진 3기를 사용할 것임이 공개되며 처음으로 이에 대한 세부 내용이 발표되었다. 텍사스, 루이지애나, 루이지애나, 콜롬비아주에 BFR 개발을 위한 시설 건축이 학정되었다.

### 2019~현재, SLS(Starship Launch System, 스타쉽 발사 시스템)

#### 슈퍼 헤비(Super Heavy)
스타쉽의 1단 발사체가 될 예정인 슈퍼 헤비는 72미터 높이에 9미터 직경을 가질 것으로 예정되어 있으며, 3,600,000 kg의 무게를 가질 것으로 추측된다. 알루미늄 외곽과 내부 연료 탱크, 골조는 탄소 섬유로 제작될 것으로 알려졌다. 극저온에서 발사체에 뒤틀림이 생기는 것을 막기 위함이라고 언급되었다. 33개의 랩터 엔진은 72,000 킬로뉴턴의 추력을 생산할 전망이다.
2019년 10월, 슈퍼 헤비의 디자인 변경이 언급되었으며 6개의 착륙용 다리 및 다리를 감싸는 페어링 구조, 4개의 마름모꼴 그리드핀(상승 비행시 로켓의 비행 안정성을 높혀주는 망 형태의 장치, 다만 스페이스X 계열의 로켓에서는 일반적인 사용과는 달리 로켓의 위에 부착되어 공기저항을 유발하여 로켓의 착륙 절차에 수평을 유지하기 위해 사용된다) 등등 세부적인 디자인 요소가 확정되었다.
2022년과 2023년 사이에 슈퍼헤비 프로토타입의 실질적인 테스트 비행이 진행될 예정이며 SH BN1 프로토타입의 제작이 확인되었다.

##### 착륙(슈퍼 헤비)
2016년 9월, 일론 머스크는 ITS 부스터를 발사대에 착륙시키는 것에 대한 가능성을 제기했고, 2017년 9월에는 BFB(Big Falcon Booster)를 통해 발사대 착륙 과정을 재연했다. 일론 머스크는 수퍼 헤비 시제품의 초기 개발 단계에는 VTVL을 위해 착륙용 다리를 사용할 것이라고 밝혔다.
하지만 2021년 1월, 일론머스크는 부스터를 착륙다리를 활용하지 않고 그리드핀을 이용한 착륙방식으로 변경한다고 이야기했다.
결국 2021년 10월 21일, 발사대의 거대한 팔인 Catch arm이 설치되며 이 말은 현실이 되었다. 부스터가 착륙할 때 발사대의 Catch arm이 부스터를 공중에서 잡아 다시 발사대에 올려놓는 착륙방식이 실현되기까지 얼마 안남았다는걸 보여준다.
현지 시각 2024년 10월 13일, 스타쉽의 5번째 시험 발사에서 Super Heavy 12 가 텍사스 주 보카치카 소재의 Starbase에 설치된 발사 타워의 Catch arm에 성공적으로 안착하는 데 성공했다

#### 스타쉽(Starship)
2019년 10월, 스타쉽 2단 추진체는 50미터 높이에 9미터 직경을 가질 것으로 언급되었으며, 6개의 랩터 엔진 중 3기는 해상 착륙 및 대기권 내 점화를 위한 일반 랩터 엔진, 남은 3기는 외기권에서의 점화 및 추진을 위한 랩터 엔진 진공의 탑재가 예정되었다. 랩터 엔진의 총 추력은 11,500 킬로뉴턴이 될 전망이다. 당시 공개된 디자인 컨셉을 배경으로 SN1부터 SN16까지 16개의 프로토타입의 제작이 지금까지 확인되었다.
2020년 8월과 9월 동안 각각 스타쉽 SN5와 SN6이 150m 고도에 도달한 후 하강하며 시험 비행을 성공적으로 완수했다.
2020년 내에 스타쉽의 첫 정식 규격 시제품인 스타쉽 SN8이 15km 고도에 도달한 후 하강하는 시험 비행을 수행했으나 하강 중 엔진 내의 부품 손상으로 착륙에 실패하였다.
2021년 2월 SN9이 일정고도 도달 후 하강하는 과정에서 자세 제어가 이뤄지지 않아 착륙에 실패하였다.
스타쉽의 2단 추진체는 다른 우주 발사체 디자인과는 달리 2단 추진체로서와의 역할과 우주에서의 장기 체류를 위한 목적을 모두 성취하고자 하고 있다. 또한 대기권 진입에서의 열기를 견딜 수 있으며 이를 통해 완전한 재사용이 가능하게끔 계획되고 있다.
스타쉽은 아래와 같은 목적에 따라 다양한 파생형을 가질 것으로 전망된다.
- 유인 우주선 : 대용량, 장기간 체류가 가능한 우주 발사체로서 승객과 화물을 다른 행성으로, 또는 지구 저궤도로 보내거나 지구 장거리 고속 이동에 사용하기 위한 목적으로 제작될 전망이다.
- 무인 우주선 : 인공위성을 지구 궤도로 발사 및 위치 가능한 우주 발사체로서, 우주 쓰레기의 회수 및 물자의 운송에도 사용될 전망이다.
- 공중 급유선 : 다른 행성으로 이동하기 위해 정차 궤도에 위치하여 있는 스타쉽에 지구 저궤도 탈출을 위한 연료를 제공하기 위한 화물 목적 단독의 우주 발사체로서, 달을 향한 고중량 발사에도 사용될 전망이다.
- 월면 운송수단(HLS) : 지구 대기 접근을 위한 에어 브레이크와 열 차폐막이 제거된 형태의 우주 발사체로서, 아르테미스 프로그램의 게이트웨이 우주정거장과 도킹하기 위한 도킹 포트와 흰 페인트 도색의 채용이 예정되었다. 2020년 4월 30일, 미국 항공 우주국의 아르테미스 프로그램의 일환으로 유인 달 착륙선으로서 사용이 확정되었다. 달 표면의 손상을 줄이고자 상단부에 착륙 점화 장치를 부착했다.

#### 착륙(스타쉽)
현재 착륙 방식은 기존 착륙 다리를 이용하여 착륙하는 방식이지만,
일론머스크는 조금더 미래에는 부스터처럼 스타쉽도 발사대에 달린 거대한팔(Catch arm)로 공중에서 잡는 착륙방식으로 바뀐다고 말했다.

## 시험 발사 목록
| 번호 | 발사 시간 (UTC) | 발사체            | 엔진 수 (일련번호)     | 발사 장소                             | 최고점             | 비고      | 지속 시간 |
| ---- | --- | ----------------- | ---------------------- | ------------------------------------- | ------------------ | --------- | --------- |
| -    | 2019년 4월 3일 | 스타호퍼          | 1기                    | 텍사스주 보카치카, Launch Site        | 0.2 m (1 ft)       | 성공      | ~3초      |
| -    | 머스크의 입장에 따라 스타호퍼의 첫 테더 점프이다. 공식적인 영상 기록물이 남아있지 않다. |                   |                        |                                       |                    |           |           |
| -    | 2019년 4월 5일 | 스타호퍼          | 1기 (SN2)              | 텍사스주 보카치카, Launch Site        | 1 m (3 ft)         | 성공      | ~5초      |
| -    | 랩터 엔진(SN2) 1기를 사용한 테더 한계 도달 점프. |                   |                        |                                       |                    |           |           |
| 1    | 2019년 7월 25일 | 스타호퍼          | 1기 (SN6)              | 텍사스주 보카치카, Launch Site        | 20 m (66 ft)       | 성공      | ~22초     |
| 1    | 첫 비행 테스트, 개량된 랩터 엔진(SN6) 1기를 사용했다. 7월 23일 발사 시도는 취소됐고, 7월 24일의 발사 시도는 발사 일정에 차질이 생겨 연기되었다. |                   |                        |                                       |                    |           |           |
| 2    | 2019년 8월 27일 22:00 | 스타호퍼          | 1기 (SN6)              | 텍사스주 보카치카, Launch Site        | 150 m (490 ft)     | 성공      | ~57초     |
| 2    | 개량된 랩터 엔진(SN6) 1기를 사용했다. 스페이스X는 자사 유튜브 채널에서 이 비행을 '150미터 스타호퍼 비행'으로 명칭했다. 8월 26일 예정되었던 기존 발사는 랩터 엔진의 기술적인 문제로 취소되었다. 8월 27일 진행된 비행을 끝으로 스타호퍼는 퇴역했으며 사용된 부품 중 일부가 추후 시험 모델 제작을 위해 회수되었다. |                   |                        |                                       |                    |           |           |
| 3    | 2020년 8월 4일 23:57 | 스타쉽 SN5        | 1기 (SN27)             | 텍사스주 보카치카, Suborbial Pad A    | 150 m (490 ft)     | 성공      | ~45초     |
| 3    | 개량된 랩터 엔진(SN27) 1기를 사용했다. 정지 연소 시험이 7월 30일 진행됐다. 8월 4일, 150미터 고도에 도달한 후 재사용을 위해 수리중이다. |                   |                        |                                       |                    |           |           |
| 4    | 2020년 9월 3일 17:47 | 스타쉽 SN6        | 1기 (SN29)             | 텍사스주 보카치카, Suborbital Pad A   | 150 m (490 ft)     | 성공      | ~45초     |
| 4    | 스타쉽 SN5의 재보수 작업이 진행 중이므로 스타쉽 SN6가 저고도 비행에 투입될 것이라고 언급했다. 2020년 8월 8일, 텍사스주 보카 치카의 스페이스X 발사기지에서 발사대에 장비되고 있는 스타쉽 SN6의 모습이 확인, 스타쉽 SN6의 비행이 재확인되었다. 같은 날 스타쉽 SN6에 랩터 엔진(SN29)이 장착되는 모습이 포착되었다. 8월 24일 00시 43분경 정지 연소 테스트를 마쳤으며 현지 시각 8월 28일~30일간 비행 테스트를 목적으로 한 도로 차단이 실행되었다. 2020년 9월 3일 성공적으로 실험이 진행되었으며 이는 스페이스X 테스트 로켓의 발사 주기 중 가장 빠른 것으로, 30일 미만이다. |                   |                        |                                       |                    |           |           |
| 5    | 2020년 12월 9일 22:45 | 스타쉽 SN8        | 3기 (SN30, SN36, SN42) | 텍사스주 보카치카, Suborbital Pad A   | 12.5km (41,000 ft) | 부분 실패 | ~6분 42초 |
| 5    | 개량된 랩터 엔진 3기(SN30, SN36, SN42)를 사용했다. 2020년 10월 20일에 첫 정지 연소 테스트가 진행되고 난 이후 순차적으로 선체 플랩과 노즈콘, 전면 플랩이 장착되었다. 개별 엔진 정지 연소 테스트는 2020년 11월 10일 진행되었다. 2020년 11월 12일 진행된 세번째 정지 연소 테스트는 엔진 1기에 치명적인 문제를 발생시켰다. 엔진 교체 이후 2020년 11월 25일 진행된 4번째 정지 연소 테스트는 성공적으로 완료되었으나 2020년 12월 9일 진행된 1차 테스트는 안전상의 문제로 발사 직전 중단되었다. 2020년 12월 10일에 진행된 2차 테스트는 발사에 성공하여 6분 42초간 비행했으나 상단 탱크의 압력 저하로 인해 지나치게 빠른 속도로 하강했고 결국 발사대에 충돌하여 폭발하면서 착륙에 실패했다. 하지만 상단 탱크로의 연료 공급 전환, 플랩의 공기역학 응용 감속, 엔진의 순차 점화, 기체의 수평 낙하 등 스페이스X가 기존에 목표로 두었던 것들은 성공적으로 마무리되었다. |                   |                        |                                       |                    |           |           |
| 6    | 2021년 2월 2일 20:25 | 스타쉽 SN9        | 3기 (SN45, SN49)       | 텍사스주 보카치카, Suborbital Pad B   | 10km (33,000 ft)   | 실패      | ~6분 26초 |
| 6    | SN45와 SN49를 포함하는 랩터엔진 3기를 사용했다. 지상에 충돌하며 파괴되었다. 산소 예연소기의 문제로 인하여 엔진이 재점화하지 못한 것이 원인이다. |                   |                        |                                       |                    |           |           |
| 7    | 2021년 3월 3일 23:15 | 스타쉽 SN10       | 3기                    | 텍사스주 보카치카, Suborbital Pad A   | 10km (33,000 ft)   | 실패      | ~6분 24초 |
| 7    | SN10 또한 지상에 충돌하여 약간 기울었으며 착륙지점 주변에 화재가 발생하였다. 착륙 8분 후 폭발했다. 착륙 지점에서의 저조한 출력으로 인해 착륙용 다리와 기체 하단부가 망가졌다. 상단 탱크에서의 헬륨 발생이 원인으로 추정된다. |                   |                        |                                       |                    |           |           |
| 8    | 2021년 3월 30일 13:00 | 스타쉽 SN11       | 3기                    | 텍사스주 보카치카, Suborbital Pad B   | 10km (33,000 ft)   | 실패      | ~6분      |
| 8    | SN11은 안개가 자욱하게 낀 날에 발사되었다. 일론 머스크에 따르면 기체가 상승 도중 엔진 문제를 겪었다고 한다. T+ 5분 49초 지점에서 착륙을 위해 엔진을 재점화한 직후 측정자료가 유실되었다. 이후 추락하는 잔해들을 육안으로 관찰할 수 있었다. 일론 머스크에 따르면 메테인 탱크에서 새어나온 소량의 연료가 랩터 엔진에 화재를 발생시켜 엔진의 항공제어장비를 마비시켰다고 한다. |                   |                        |                                       |                    |           |           |
| 9    | 2021년 5월 5일 22:24 | 스타쉽 SN15       | 3기                    | 텍사스주 보카치카, Suborbital Pad A   | 10km (33,000 ft)   | 성공      | ~5분 59초 |
| 9    | SN15는 기존 기체들에서 많은 발전을 거듭한 새로운 세대의 시험기이다. SN15는 약간의 구름이 있는 날씨에 발사하여 부드러운 착륙에 성공했다. SN10과 유사하게 착륙 직후 주변 화재가 있었으나 사고로 이어지지는 않았다. 화재는 20분간 지속되었다. |                   |                        |                                       |                    |           |           |
| X    | X | 스타쉽 SN16       | 3기                    | X                                     | X                  | X         | X         |
| X    | 시험 고도가 10km 이상이 될 여지가 있다. 하지만 취소되었다. |                   |                        |                                       |                    |           |           |
| X    | X | 스타쉽 SN15       | 3기                    | X                                     | X                  | X         | X         |
| X    | 5월 7일 기준 스페이스X는 스타쉽 SN15의 재비행을 고려하고 있다. 하지만 재비행이 취소되었다. |                   |                        |                                       |                    |           |           |
| 10   | 2022년 1월 | SHIP20 & Booster4 | 6기,29기               | 텍사스주 보카치카, Orbital Launch Pad | 궤도비행           | 미확인    | 미정      |
| 10   | 스타쉽 최초의 궤도비행으로 SHIP20과 Booster4가 사용된다. SHIP20은 방열타일이 기체전체에 부착이 되며, Booster4의 경우 에어로커버와 엔진방열판이 설치된다. 원래 2021년 전에 발사될 예정이었지만, FAA의 환경평가가 12월 31일 이후에 끝나기로 결정나면서 2021년이 아닌 2022년으로 연기되었다. 예정된 최초궤도비행 날짜는 빠르면 2022년 1월 늦으면 2022년 2월로 예정되어있다. Booster4는 멕시코만에, SHIP20은 하와이 인근 해상에 착륙하게 된다. |                   |                        |                                       |                    |           |           |
| 11   | 2022년 | SHIP21 & Booster5 | 6기,29기               | 텍사스주 보카치카, Orbital Launch Pad | 궤도비행           | 미확인    | 미정      |
| 11   | 스타쉽의 2번째 궤도비행으로 SHIP21과 Booster5가 사용된다. 이번 궤도비행은 최초로 Booster5를 공중에서 잡는 과정을 거쳐 회수할 예정이다. SHIP21은 해상착륙이 아닌, 회수할 예정이다. |                   |                        |                                       |                    |           |           |

## 프로토타입 목록

### 스타쉽
| 명칭     | 첫 확인     | 출하             | 첫 연소          | 초도 비행       | 퇴역             | 제작 장소         | 현 상태  | 비행 횟수 |
| -------- | ----------- | ---------------- | ---------------- | --------------- | ---------------- | ----------------- | -------- | --------- |
| 스타호퍼 | 2018년 12월 | 2019년 3월 8일   | 2019년 4월 3일   | 2019년 7월 25일 | 2019년 8월       | 텍사스주 보카치카 | 퇴역함   | 2         |
| Mk1      | 2018년 12월 | 2019년 10월 31일 | 테스트중 파괴    | 테스트중 파괴   | 2019년 11월 20일 | 텍사스주 보카치카 | 파괴됨   | 0         |
| Mk2      | 2019년 5월  | 철거됨           | 철거됨           | 철거됨          | 2019년 11월      | 플로리다주 코코아 | 철거됨   | 0         |
| SN1      | 2019년 10월 | 2020년 2월 26일  | 테스트중 파괴    | 테스트중 파괴   | 2020년 2월 28일  | 텍사스주 보카치카 | 파괴됨   | 0         |
| Mk4      | 2019년 9월  | 철거됨           | 철거됨           | 철거됨          | 2019년 11월      | 플로리다주 코코아 | 철거됨   | 0         |
| SN3      | 2020년 3월  | 2020년 3월 29일  | 테스트중 파괴    | 테스트중 파괴   | 2020년 4월 3일   | 텍사스주 보카치카 | 파괴됨   | 0         |
| SN4      | 2020년 4월  | 2020년 4월 24일  | 2020년 5월 5일   | 시험연소중 파괴 | 2020년 5월 29일  | 텍사스주 보카치카 | 파괴됨   | 0         |
| SN5      | 2020년 4월  | 2020년 6월 24일  | 2020년 7월 27일  | 2020년 8월 4일  | 2021년 2월       | 텍사스주 보카치카 | 철거됨   | 1         |
| SN6      | 2020년 5월  | 2020년 8월 12일  | 2020년 8월 23일  | 2020년 10월 3일 | 2021년 1월       | 텍사스주 보카치카 | 철거됨   | 1         |
| SN8      | 2020년 6월  | 2020년 9월 27일  | 2020년 9월 27일  | 2020년 12월 9일 | 2020년 12월 9일  | 텍사스주 보카치카 | 파괴됨   | 1         |
| SN9      | 2020년 8월  | 2020년 12월 22일 | 2020년 1월 6일   | 2021년 2월 2일  | 2021년 2월 2일   | 텍사스주 보카치카 | 파괴됨   | 1         |
| SN10     | 2020년 9월  | 2021년 1월 29일  | 2021년 2월 23일  | 2021년 3월 3일  | 2021년 3월 3일   | 텍사스주 보카치카 | 파괴됨   | 1         |
| SN11     | 2020년 9월  | 2021년 3월 8일   | 2021년 3월 22일  | 2021년 3월 30일 | 2021년 3월 30일  | 텍사스주 보카치카 | 파괴됨   | 1         |
| SN12     | 2020년 9월  | 계획중단         | 계획중단         | 계획중단        | 2021년 2월       | 텍사스주 보카치카 | 계획중단 | X         |
| SN13     | 2020년 10월 | 계획중단         | 계획중단         | 계획중단        | 2021년 2월       | 텍사스주 보카치카 | 계획중단 | X         |
| SN14     | 2020년 10월 | 계획중단         | 계획중단         | 계획중단        | 2021년 2월       | 텍사스주 보카치카 | 계획중단 | X         |
| SN15     | 2020년 11월 | 2021년 4월 8일   | 2021년 4월 26일  | 2021년 5월 5일  | 2021년           | 텍사스주 보카치카 | 퇴역함   | 1         |
| SN16     | 2020년 12월 | 미정             | 계획중단         | 계획중단        | 2021년           | 텍사스주 보카치카 | 퇴역함   | X         |
| SN17     | 2020년 12월 | 계획중단         | 계획중단         | 계획중단        | 2021년           | 텍사스주 보카치카 | 계획중단 | X         |
| SN18     | 2021년 1월  | 계획중단         | 계획중단         | 계획중단        | 2021년           | 텍사스주 보카치카 | 계획중단 | X         |
| SN19     | 2021년 2월  | 계획중단         | 계획중단         | 계획중단        | 2021년           | 텍사스주 보카치카 | 계획중단 | X         |
| SHIP20   | 2021년 3월  | 2021년 8월 5일   | 2021년 10월 21일 | 2022년 1월      | 미정             | 텍사스주 보카치카 | 테스트중 | 0         |
| SHIP21   | 2021년      | 미정             | 미정             | 미정            | 미정             | 텍사스주 보카치카 | 제작중   | 0         |
| SHIP22   | 2021년      | 미정             | 미정             | 미정            | 미정             | 텍사스주 보카치카 | 제작중   | 0         |
| SHIP23   | 2021년      | 미정             | 미정             | 미정            | 미정             | 텍사스주 보카치카 | 미확인   | 0         |

### 시험용 탱크
| 명칭    | 첫 확인     | 출하            | 퇴역            | 제작 장소         | 상태              |
| ------- | ----------- | --------------- | --------------- | ----------------- | ----------------- |
| TT1     | 2020년 1월  | 2020년 1월 9일  | 2020년 1월 10일 | 텍사스주 보카치카 | 의도적으로 파괴됨 |
| LOX-HTT | 2020년 1월  | 2020년 1월 23일 | 2020년 1월 25일 | 텍사스주 보카치카 | 의도적으로 파괴됨 |
| TT2     | 2020년 1월  | 2020년 1월 27일 | 2020년 1월 28일 | 텍사스주 보카치카 | 의도적으로 파괴됨 |
| SN2     | 2020년 2월  | 2020년 3월 7일  | 2020년 3월      | 텍사스주 보카치카 | 은퇴함            |
| SN7     | 2020년 5월  | 2020년 6월 12일 | 2020년 6월 23일 | 텍사스주 보카치카 | 의도적으로 파괴됨 |
| SN7.1   | 2020년 7월  | 2020년 9월 8일  | 2020년 9월 22일 | 텍사스주 보카치카 | 의도적으로 파괴됨 |
| SN7.2   | 2020년 12월 | 2021년 1월 20일 | 철거됨          | 텍사스주 보카치카 | 철거됨            |
| BN2.1   | 미정        | 미정            | 미정            | 텍사스주 보카치카 | 테스트중          |
| GSE4.1  | 미정        | 미정            | 미정            | 텍사스주 보카치카 | 대기중            |

### 수퍼헤비
| 명칭     | 첫 확인    | 출하           | 첫 연소         | 초도 비행  | 퇴역            | 제작 장소         | 현 상태      | 비행 횟수 |
| -------- | ---------- | -------------- | --------------- | ---------- | --------------- | ----------------- | ------------ | --------- |
| BN1      | 2020년 9월 | 철거됨         | 철거됨          | 철거됨     | 2020년 3월 30일 | 텍사스주 보카치카 | 철거됨       | X         |
| Booster3 | 2021년 1월 | 2021년 7월 2일 | 2021년 7월 21일 | X          | 2021년          | 텍사스주 보카치카 | 퇴역함       | X         |
| Booster4 | 2021년 3월 | 2021년 8월 4일 | 미정            | 2022년 1월 | 미정            | 텍사스주 보카치카 | 테스트준비중 | 0         |
| Booster5 | 2021년     | 미정           | 미정            | 2022년     | 미정            | 텍사스주 보카치카 | 제작마무리중 | 0         |
| Booster6 | 2021년     | 미정           | 미정            | 2022년     | 미정            | 텍사스주 보카치카 | 발견됨       | 0         |
| Booster7 | 2021년     | 미정           | 미정            | 2022년     | 미정            | 텍사스주 보카치카 | 발견됨       | 0         |